# خورخي سوزا
خورخي سوزا (بالبرتغالية: Manuel Jorge Neves Moreira Sousa‏) هو لاعب كرة قدم وحكم كرة قدم برتغالي، ولد في 18 يونيو 1975 في بورتو في البرتغال.

## روابط خارجية
- خورخي سوزا على موقع Soccerway.com (الإنجليزية)